# Veronica subtilis
Veronica subtilis är en grobladsväxtart som beskrevs av Barbara Gillian Briggs och Ehrend.. Veronica subtilis ingår i släktet veronikor, och familjen grobladsväxter. Inga underarter finns listade i Catalogue of Life.